# Poleng
Poleng is een bestuurslaag in het regentschap Sragen van de provincie Midden-Java, Indonesië. Poleng telt 2849 inwoners (volkstelling 2010).